# Марсио Нуньо
Марсио Нуньо Орнелас Абреу (роден на 25 април 1980) е бивш португалски футболист, полузащитник.

## Кариера
Започва кариерата си в португалския клуб Лоуринансе. През 2001 г. подписва професионален договор с Маритимо. От 2005 г. до 2007 г. играе за Депортиво де Камача.
Нуньо подписва с Черноморец (Бургас) през юни 2007 г. от Депортиво де Камача и бързо се превръща в любимец на феновете. През февруари 2011 г. е продаден на руския ФК Краснодар.

## Статистика по сезони[3]
| Сезон    | Отбор           | Първенство         | Мачове | Голове |
| -------- | --------------- | ------------------ | ------ | ------ |
| 2007/08  | Черноморец (Бс) | А група            | 22     | 3      |
| 2008/09  | Черноморец (Бс) | А група            | 28     | 3      |
| 2009/10  | Черноморец (Бс) | А група            | 25     | 1      |
| 2010/ес. | Черноморец (Бс) | А група            | 15     | 0      |
| 2011/12  | Краснодар       | Руска Премиер Лига | 37     | 5      |
| 2012/13  | Краснодар       | Руска Премиер Лига | 28     | 2      |
| 2013/14  | Краснодар       | Руска Премиер Лига | 24     | 2      |